# Thomas Heurtel
Thomas Heurtel (Béziers, França, 10 d'abril de 1989), és un jugador professional de bàsquet de nacionalitat francesa. Fa 1,89 metres d'alçada i ocupa la posició de base.

## Trajectòria esportiva
Es va formar com a jugador a les categories inferiors del Pau Orthez, club amb el qual va debutar a la Pro A, la màxima categoria del bàsquet francès. La temporada 2009/10 va fitxar per l'Asvel Lió-Villeurbanne i immediatament va marxar cedit a l'Strasbourg IG club on va disputar un total de 30 partits amb una mitjana de 9,4 punts 5 assistències i 2 rebots per partit.
La temporada 2010/11 marxà, novament cedit per l'Asvel, a la Lliga ACB, per jugar a les files del Meridiano Alacant.
Després de fer a Alacant uns números per partit de 10 punts i 2 assistències en 19 minuts de joc, el juny de 2011 signà un contracte de 5 temporades amb el Caja Laboral, també de la lliga ACB, previ pagament de 145.000 euros per comprar la seva carta de llibertat a l'Asvel Lió-Villeurbanne.
Després de més de dues temporades jugant al Baskonia, on va debutar a l'Eurolliga, el 27 de desembre de 2014 Heurtel signa un contracte amb l'Anadolu Efes turc fins al juny de 2017. En la primera temporada amb l'equip turc, va guanyar la Copa turca de bàsquet i va ser nomenat el jugador més valuós de la final d'aquest torneig. La temporada següent guanya el segon títol amb l'equip turc, la Copa del President de bàsquet.

### FC Barcelona
El 22 de juny de 2017 es va anunciar el seu fitxatge pel FC Barcelona per les dues temporades següents.
Al Barça hi va batre el rècord del club d'assistències en un partit oficial, el febrer de 2018, (14 a les semifinals de la Copa del Rei de 2018) i de la Lliga Endesa (13 a la jornada 23 de la temporada 2017/18 contra el Burgos). A més a més, va fer 30 assistències entre tots els partits de la fase final de la Copa del Rei de 2018, rècord absolut. En aquella edició de la Copa, que el Barça va guanyar el febrer de 2018, va ser designat MVP de la final.
Un any després, el febrer de 2019, novament en la final de Copa, Heurtel va liderar al darrer quart la remuntada blaugrana contra el Reial Madrid, va acabar anontant 22 punts, amb 6 assistències, i fou nomenat MVP del torneig, essent així el primer jugador de la història que repeteix guardó en dues edicions consecutives de la Copa del Rei de bàsquet.

## Clubs
- Categories inferiors del Pau Orthez.
- 2007-09. Pau Orthez (Pro A)
- 2009-10. Strasbourg IG (Pro A) (cedit per l'Asvel Lió-Villeurbanne).
- 2010-11. Meridiano Alacant (ACB) (cedit per l'Asvel Lió-Villeurbanne).
- 2011-12. Caja Laboral (ACB)
- 2012-13. Laboral Kutxa (ACB)
- 2013-14. Laboral Kutxa (ACB)
- 2014-15. Laboral Kutxa (ACB). Abandona l'equip al desembre.
- 2014-15. Anadolu Efes (TBL). Fitxa al desembre.
- 2015-16. Anadolu Efes (TBL)
- 2016-17. Anadolu Efes (TBL)
- 2017-. FC Barcelona (ACB)

## Palmarès

### Pau Orthez
- Copa de França (1) 2006-07

### Anadolu Efes
- Copa de Turquia (1): 2015
- Copa del President de Turquia (1): 2015

### FC Barcelona
- Copa del Rei (2): 2018 i 2019

#### Consideracions individuals
- MVP de la Copa de Turquia (1): 2015
- MVP de la Copa del Rei (2): 2018 i 2019

### Selecció
- Medalla d'argent a l'Eurobasket sub-20 de 2009 a Rodes amb la Selecció francesa.